# Championnat de Suède féminin de football 2017
Navigation
Édition précédente Édition suivante
Le championnat de Suède féminin de football 2017 est la 45e édition du championnat de Suède de football féminin, la 30e dans son organisation actuelle. Les douze meilleurs clubs de football féminin de Suède sont regroupés au sein d'une poule unique, la Damallsvenskan, où ils s'affrontent deux fois au cours de la saison, à domicile et à l'extérieur.
Le vainqueur de la compétition et champion de Suède 2017 est le Linköpings FC, dont c'est le troisième titre au total et le deuxième consécutivement.

## Les équipes participantes
| \| Djurgårdens Eskilstuna Kopparbergs/Göteborg Kristianstads Kvarnsvedens Linköpings Örebro Piteå Rosengård Vittsjö IF Limhamn Bunkeflo Hammarby IF \| Localisation des clubs engagés. |
| Djurgårdens Eskilstuna Kopparbergs/Göteborg Kristianstads Kvarnsvedens Linköpings Örebro Piteå Rosengård Vittsjö IF Limhamn Bunkeflo Hammarby IF                                       |

| Club                    | Classement 2016 | Stade            | Capacité | Date de Création |
| ----------------------- | --------------- | ---------------- | -------- | ---------------- |
| Linköpings FC           | 1               | Folkungavallen   | 10 000   | 2003             |
| FC Rosengård            | 2               | Malmö IP         | 7 800    | 1970             |
| Eskilstuna United DFF   | 3               | Tunavallen       | 7 800    | 2002             |
| Piteå IF                | 4               | LF Arena         | 6 000    | 1985             |
| Kopparbergs/Göteborg FC | 5               | Valhalla IP      | 4 000    | 1970             |
| Djurgårdens IF Dam      | 6               | Kristinebergs IP | 4 500    | 2003             |
| Vittsjö GIK             | 7               | Vittsjö IP       | 2 000    | 1933             |
| KIF Örebro DFF          | 8               | Behrn Arena      | 14 500   | 1980             |
| Kvarnsvedens IK         | 9               | Ljungbergsplanen | 1 000    | 1962             |
| Kristianstads DFF       | 10              | Vilans IP        | 5 000    | 1998             |
| IF Limhamn Bunkeflo     | 1 (Elitettan)   | Limhamns IP      | 2 800    | 2008             |
| Hammarby IF             | 2 (Elitettan)   | Hammarby IP      | 2 500    | 1970             |

## Compétition

### Classement
Le barème utilisé pour établir le classement est le suivant : 3 points pour une victoire, 1 point pour un match nul et 0 point pour une défaite.
| Rang | Équipe                  | Pts | J  | G  | N | P  | Bp | Bc | Diff |
| ---- | ----------------------- | --- | -- | -- | - | -- | -- | -- | ---- |
| 1    | Linköpings FC T         | 51  | 22 | 16 | 3 | 3  | 45 | 24 | +21  |
| 2    | FC Rosengård C          | 42  | 22 | 12 | 6 | 4  | 50 | 23 | +27  |
| 3    | Eskilstuna United DFF   | 38  | 22 | 11 | 5 | 6  | 37 | 24 | +13  |
| 4    | Piteå IF                | 36  | 22 | 10 | 6 | 6  | 31 | 20 | +11  |
| 5    | Kristianstads DFF       | 31  | 22 | 9  | 4 | 9  | 33 | 26 | +7   |
| 6    | Djurgårdens IF Dam      | 30  | 22 | 9  | 3 | 10 | 31 | 36 | -5   |
| 7    | Hammarby IF P           | 27  | 22 | 6  | 9 | 7  | 27 | 26 | +1   |
| 8    | Kopparbergs/Göteborg FC | 27  | 22 | 7  | 6 | 9  | 31 | 41 | -10  |
| 9    | IF Limhamn Bunkeflo P   | 26  | 22 | 8  | 2 | 12 | 23 | 43 | -20  |
| 10   | Vittsjö GIK             | 23  | 22 | 5  | 8 | 9  | 24 | 30 | -6   |
| 11   | Kvarnsvedens IK         | 19  | 22 | 4  | 5 | 11 | 41 | 54 | -13  |
| 12   | KIF Örebro DFF          | 13  | 22 | 2  | 7 | 13 | 21 | 47 | -26  |

### Meilleures buteuses
| Rang | Joueuse             | Club                    | Buts |
| ---- | ------------------- | ----------------------- | ---- |
| 1    | Tabitha Chawinga    | Kvarnsvedens IK         | 25   |
| 2    | Linda Sällström     | Vittsjö GIK             | 15   |
| 3    | Ella Masar          | FC Rosengård            | 13   |
| 4    | Marija Banušić      | Linköpings FC           | 11   |
| 4    | Pauline Hammarlund  | Kopparbergs/Göteborg FC | 11   |
| 4    | Mimmi Larsson       | Eskilstuna United DFF   | 11   |
| 7    | Mia Jalkerud        | Djurgårdens IF          | 10   |
| 8    | Lieke Martens       | FC Rosengård            | 8    |
| 8    | Olivia Schough      | Eskilstuna United DFF   | 8    |
| 8    | Sanne Troelsgaard   | FC Rosengård            | 8    |
| 8    | Julia Zigiotti-Olme | Hammarby IF             | 8    |